# Otto Winkelmann
Otto Winkelmann, född 4 september 1894 i Bordesholm, död 24 september 1977 i Bordesholm, var en tysk SS-Obergruppenführer och general i Waffen-SS. Han var Högre SS- och polischef (HSSPF) i Ungern 1944–1945 och tillika stadskommendant i Budapest.
Winkelmann var högste SS-officer i Ungern under den tid då förintelsen av de ungerska judarna pågick. Adolf Eichmanns insatskommando lydde under Winkelmann.
Efter andra världskriget greps Winkelmann och vittnade vid rättegångarna mot Ferenc Szálasi, Emil Kovarcz, Béla Imrédy och Franz Basch, men själv kom han inte att åtalas.